# Anita Lonsbrough
Anita Lonsbrough, née le 10 août 1941 à York, est une nageuse britannique.

## Biographie
Aux Jeux olympiques d'été de 1960 à Rome, Anita Lonsbrough est sacrée championne olympique sur 200 mètres brasse, avec un temps de 2 min 49 s 5.
Elle entre à l'International Swimming Hall of Fame en 1983.
Elle est mariée au coureur cycliste Hugh Porter.

## Palmarès

### Championnats d'Europe
- Championnats d'Europe 1958 à Budapest (Hongrie)
  -  Médaille d'argent du 200 m brasse
  -  Médaille de bronze du relais 4 × 100 m 4 nages
- Championnats d'Europe 1962 à Leipzig (RDA)
  -  Médaille d'or du 200 m brasse
  -  Médaille d'argent du 400 m 4 nages
  -  Médaille de bronze du relais 4 × 100 m 4 nages